# Beach Abort

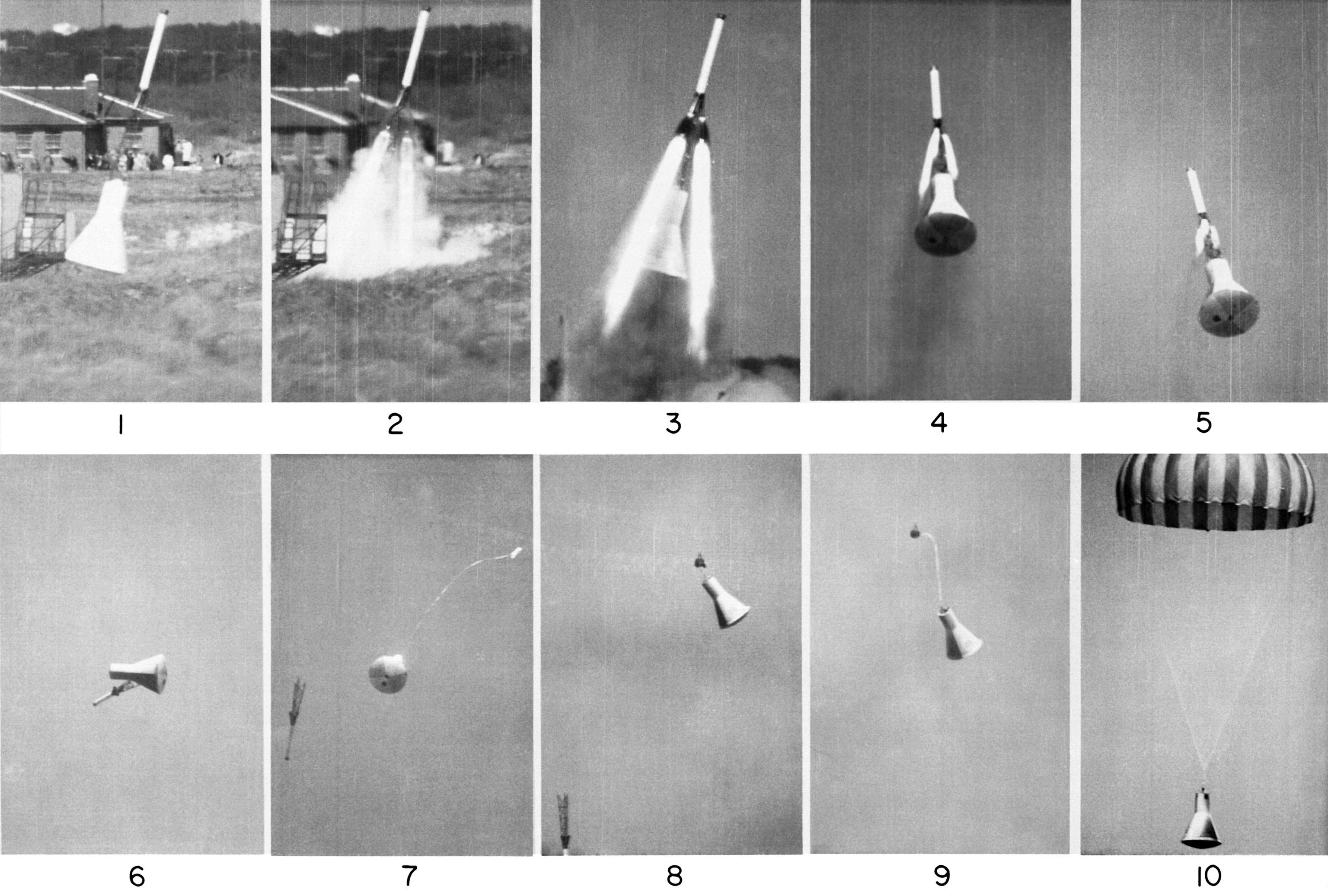
Mercury Beach Abort test, 9 maggio 1960. (NASA)

Viene denominata missione Beach Abort un volo non equipaggiato per il collaudo del Launch Escape System, cioè del sistema di salvataggio della capsula nell'ambito del programma Mercury eseguito dalla NASA. Gli obiettivi del collaudo furono di esercitare l'affidabilità di tutto il sistema di salvataggio, in particolare del paracadute e del sistema di atterraggio. Ovviamente poté essere occasione per simulare un veloce recupero della capsula in caso di improvvisa interruzione di una missione. Il collaudo venne eseguito il 9 maggio 1960 presso la base della NASA di Wallops Island in Virginia. Per il collaudo, la capsula spaziale Mercury con il suo sistema di salvataggio vennero lanciati ed azionati direttamente da terra, cioè il razzo propulsore montato sulla torre di salvataggio venne immediatamente acceso. Si scelse questa prassi sia per non sprecare un razzo vettore sia per testare effettivamente l'affidabilità del sistema di salvataggio in caso di fallimento totale del lancio. Il volo ebbe una durata di 1 minuto e 16 secondi. Venne raggiunto un apogeo di 750 m percorrendo una distanza di 0,96 km.
Un elicottero della marina militare americana riuscì a recuperare la capsula 17 minuti dopo il lancio. La velocità massima raggiunta durante la missione fu di 1.571 km/h.
Il volo venne considerato un successo, anche se la distanza percorsa fino alla separazione della capsula dalla torre con l'apposito razzo propulsore venne dichiarata insufficiente. Si doveva dunque trovare un modo per far percorrere alla capsula una distanza maggiore e in ogni caso sufficiente per garantire un atterraggio nelle acque dell'Oceano.
In questa missione venne impegnata la capsula Mercury con il numero di serie 1. Si trattò infatti della prima capsula spaziale della serie Mercury prodotta dalla McDonnell. Aveva un peso di 1.154 kg.
La capsula spaziale Mercury con il numero di serie 1, attualmente è esposta presso la New York Hall of Science di Corona Park, New York. Si trova montata in punta ad un razzo vettore del tipo Atlas anch'esso ivi esposto.

## Statistiche
- Velocità massima raggiunta: 1.570 km/h
- Apogeo: 0,5 miglia (0,80 km)